# Квіткокол меридайський
Квіткокол меридайський (Diglossa gloriosa) — вид горобцеподібних птахів родини саякових (Thraupidae). Ендемік Венесуели.

## Опис
Довжина птаха становить 12,5-13,5 см, вага 11 г. Виду не притаманний статевий диморфізм. Забарвлення переважно чорне, на плечах сірі плями трикутної форми. Над очима блідо-сизі "брови", надхвістя блідо-сизе. Нижня частина тіла рудувато-коричнева, боки сірі. У молодих птахів верхня частина тіла оливково-коричнева, горло і груди поцятковані коричневими смугами, живіт і гузка іржасто-охристі.

## Поширення й екологія
Меридайські квіткоколи мешкають в горах Кордильєра-де-Мерида на заході Венесуели. Вони живуть на узліссях гірських тропічних лісів, у високогірних чагарникових заростях та на високогірних луках. Зустрічаються на висоті від 2500 до 4150 м над рівнем моря. Живляться нектаром.